# پارکه دل اوئسته

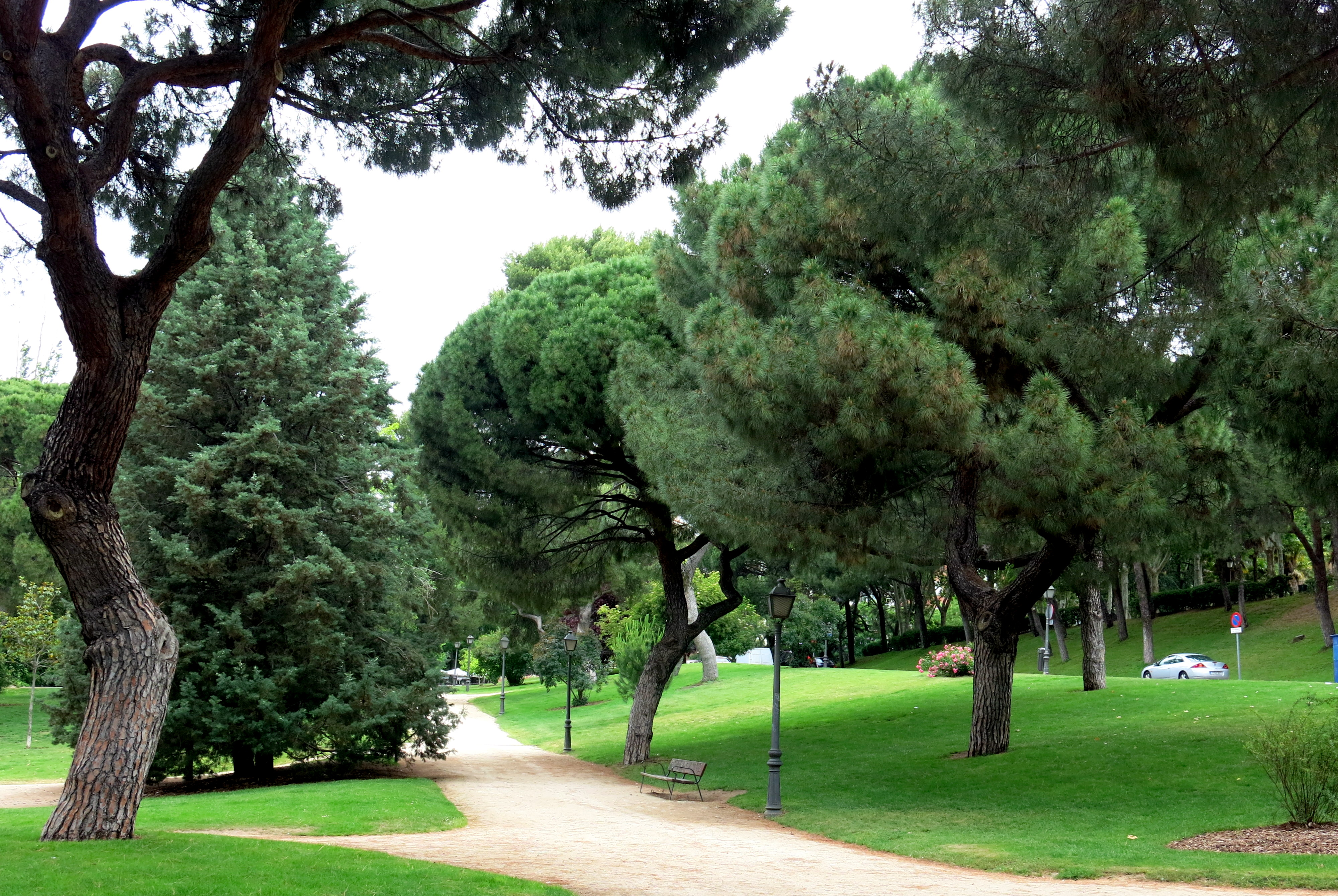
پارک دِل اوئسته در نزدیکی کاخ سلطنتی مادرید واقع شده‌است.

پارکه دِل اوئسته (به اسپانیایی: Parque del Oeste) به معنای «پارکِ غربی»، نام بوستانی در منطقه مونکلوآ-آراواکا در مادرید، اسپانیا است.
معبد دبود در پارک دِل اوئسته بازچینی و محوطه‌سازی شده‌است.